# Thuyết chủng tộc khoa học

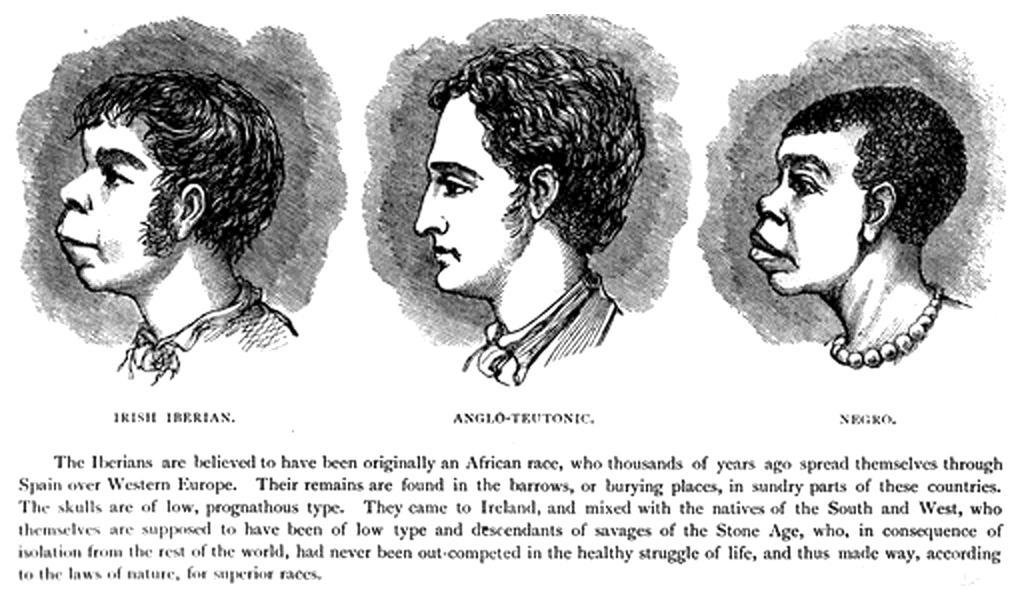
Minh họa thế kỷ thứ 19 bởi H. Strickland Constable, cho thấy sự khác biệt ngụy tạo giữa chủng "Iberia Ireland" và "Negro" so với chủng "Anglo-Teutonic".

Thuyết chủng tộc khoa học (Scientific racism) hay thuyết chủng tộc sinh học (Biological racism) là giả thuyết ngụy khoa học rằng loài người có thể được chia thành các đơn vị phân loại riêng biệt về mặt sinh học được gọi là "chủng tộc" và tin về những bằng chứng thực nghiệm tồn tại để hỗ trợ hoặc biện minh cho tệ nạn phân biệt chủng tộc hoặc sự ưu việt hoặc thấp kém của các chủng tộc nhất định. Trước giữa thế kỷ 20, chủ nghĩa phân biệt chủng tộc trong khoa học đã được chấp nhận rộng rãi trong toàn bộ cộng đồng khoa học, nhưng nó không còn được coi là khoa học nữa. Việc phân chia loài người thành các nhóm riêng biệt về mặt sinh học, cùng với việc gán các đặc điểm thể chất và tinh thần cụ thể cho các nhóm này thông qua việc xây dựng và áp dụng các mô hình giải thích tương ứng, được những người ủng hộ những ý tưởng này gọi là chủ nghĩa chủng tộc, chủ nghĩa hiện thực chủng tộc hoặc khoa học chủng tộc. Sự đồng thuận khoa học hiện đại bác bỏ quan điểm này vì cho rằng nó không phù hợp với nghiên cứu di truyền hiện đại.

## Đại cương
Phân biệt chủng tộc giả khoa học đôi khi được gọi là thuyết chủng tộc sinh học là lòng tin rằng có các bằng chứng thực nghiệm ủng hộ cho sự phân biệt chủng tộc, để kết luận rằng có các chủng tộc thấp kém và chủng tộc siêu việt. Phân biệt chủng tộc giả khoa học cũng viện tới nhân chủng học (đáng kể nhất là nhân chủng học thể chất), nhân trắc học (anthropometry), dân tộc học, tiến hóa học và một số ngành khoa học khác, để đưa ra các phân loại nhân chủng chia con người thành những loại riêng rẽ hoặc ưu việt hơn, hoặc thấp kém hơn. Thứ giả khoa học này đã rất phổ biến trong giai đoạn từ những năm 1600 cho tới khi Thế chiến II bắt đầu. Nhưng trong nửa sau thế kỷ 20, niềm tin đó đã bị bác bỏ dứt khoát là lỗi thời và không có cơ sở khoa học. Niềm tin về sự hơn kém giữa các chủng tộc đó được hỗ trợ bằng một thứ giả khoa học đã bị bác bỏ từ lâu.
Chủ nghĩa phân biệt chủng tộc trong khoa học đã áp dụng sai, hiểu sai hoặc bóp méo nhân chủng học (đặc biệt là nhân chủng học thể chất), phép đo sọ não, sinh học tiến hóa và các ngành hoặc giả ngành khác thông qua việc đề xuất các loại hình nhân học để phân loại quần thể người thành các chủng tộc người riêng biệt về mặt thể chất, một số chủng tộc trong số đó có thể được khẳng định là ưu việt hơn hoặc thua kém người khác. Chủ nghĩa phân biệt chủng tộc trong khoa học phổ biến trong khoảng thời gian từ những năm 1600 đến cuối Thế chiến thứ hai, và đặc biệt nổi bật trong các tác phẩm học thuật của châu Âu và Mỹ từ giữa thế kỷ 19 đến đầu thế kỷ 20. Kể từ nửa sau thế kỷ 20, chủ nghĩa phân biệt chủng tộc trong khoa học đã bị mất uy tín và bị chỉ trích là lỗi thời, nhưng vẫn liên tục được sử dụng để ủng hộ hoặc xác nhận các quan điểm phân biệt chủng tộc dựa trên niềm tin vào sự tồn tại và tầm quan trọng của các phân loại chủng tộc cũng như hệ thống phân cấp.
Sau khi Thế chiến thứ hai kết thúc, chủ nghĩa phân biệt chủng tộc trong lý thuyết và hành động đã chính thức bị lên án, đặc biệt là trong tuyên bố của UNESCO (1950): "Cần phân biệt thực tế sinh học về chủng tộc và huyền thoại về 'chủng tộc'. Đối với tất cả các mục đích xã hội thực tế, 'chủng tộc' không hẳn là một hiện tượng sinh học mà là một huyền thoại xã hội. Huyền thoại về 'chủng tộc' đã tạo ra một thiệt hại to lớn về con người và xã hội. Trong những năm gần đây, nó đã gây thiệt hại nặng nề cho cuộc sống con người và gây ra những đau khổ không thể kể xiết." Kể từ thời điểm đó, sự phát triển về di truyền học tiến hóa của con người và nhân học vật lý đã dẫn đến sự đồng thuận mới giữa các nhà nhân chủng học rằng chủng tộc con người là một hiện tượng chính trị xã hội chứ không phải là một hiện tượng sinh học. Trong Thời đại Khai sáng (thời kỳ từ những năm 1650 đến những năm 1780), những khái niệm về thuyết độc tổ và thuyết đa tổ đã trở nên phổ biến, mặc dù chúng chỉ được hệ thống hóa về mặt nhận thức luận trong thế kỷ 19. Thuyết độc tổ cho rằng tất cả các chủng tộc đều có một nguồn gốc duy nhất, trong khi thuyết đa tổ cho rằng mỗi chủng tộc có một nguồn gốc riêng biệt. Cho đến thế kỷ 18, từ "chủng tộc" và "loài" vẫn có thể thay thế cho nhau.